# Aberchirder
Aberchirder (in gaelico scozzese: Obar Chiardair), chiamato anticamente e tuttora localmente Foggieloan (colloquialmente "Foggie") è un villaggio di circa 1.200 abitanti della Scozia nord-orientale, facente parte dell'area amministrativa dell'Aberdeenshire (contea tradizionale: Banffshire) e situato lungo il corso del fiume Chirder Burn (da cui il nome).

## Geografia fisica

### Collocazione
Aberchirder si trova a circa metà strada tra Banff e Huntly (rispettivamente a sud della prima e a nord della seconda), a pochi chilometri ad ovest/nord-ovest di Turriff.

## Società

### Evoluzione demografica
Al censimento del 2011, Aberchirder contava una popolazione pari a 1.237 abitanti. Nel 2001, ne contava invece 1.149, mentre, nel 1991, ne contava 1.097.

## Storia
Il villaggio attuale fu fondato nel 1764 da Alexander Gordon of Achintoul, che si proponeva in tal modo di incrementare le rendite della propria tenuta.
Il villaggio venne chiamato originariamente Foggieloan (o colloquialmente "Foggie"), un termine di origine gaelica che significa "distesa di torba".
Nel 1823, il nome fu cambiato dal signore locale in "Aberchirder".